# Tony Badea
Tony Badea (ur. 2 maja 1974) – kanadyjski bokser pochodzenia rumuńskiego, były mistrz Kanady, Wspólnoty Brytyjskiej w kategorii lekkośredniej oraz posiadacz interkontynentalnego pasa IBO w kategorii lekkośredniej. Większość zawodowych pojedynków toczył na terenie Kanady. Jedyną walkę w Rumunii stoczył 17 listopada 2000, pokonując Gilberto Floresa.

## Kariera zawodowa
22 marca 1994 w Edmonton zadebiutował jako zawodowiec. Pokonał przez techniczny nokaut w czwartej rundzie Mike'a Kennedy'ego, udanie debiutując jako zawodowiec. Po wygraniu kilkunastu walk, 19 kwietnia 1996 doznał pierwszej porażki w karierze, przegrywając o mistrzostwo Kanady w kategorii półśredniej z Fitzem Vanderpoolem. Vanderpool był liczony przez sędziego już w pierwszej rundzie, ale zdołał ostatecznie pokonać Rumuna, wygrywając przez techniczny nokaut w szóstej rundzie.
23 lutego 1999 zdobył mistrzostwo Kanady w kategorii lekkośredniej, pokonując Grega Johnsona. Tytuł obronił 24 czerwca 1999, nokautując w szóstej rundzie niepokonanego Manny'ego Sobrala. Sobral był w tym pojedynku liczony aż sześciokrotnie w przebiegu całej walki. Stawką pojedynku było również mistrzostwo Wspólnoty Brytyjskiej. Mistrzostwo Wspólnoty Brytyjskiej obronił 19 listopada tego samego roku, wygrywając wyraźnie na punkty z Gavinem Toppem.
Tytuł utracił 23 stycznia 2001, przegrywając przez techniczny nokaut w trzeciej rundzie z Richardem Williamsem.